# Kirche der Seligpreisungen (Tabgha)
Die Kirche der Seligpreisungen ist ein römisch-katholisches Kirchengebäude nahe Tabgha und Kafarnaum am See Genezareth. Sie befindet sich im Nordbezirk Israels. In der Nachbarschaft, ebenfalls auf dem Berg der Seligpreisungen, liegt ein Kloster mit Gästehaus der Franziskaner-Missionarinnen vom Unbefleckten Herzen Mariens.
Anders als bei den meisten katholischen Kirchenneubauten des 20. Jahrhunderts im Heiligen Land, verzichtete man hier darauf, die spätantiken/byzantinischen Ruinen zu überbauen. Die Kirche der Seligpreisungen besitzt deshalb keine Lokaltradition. Sie wird von Pilgergruppen viel besucht, auch wegen des Ausblicks, den man von hier auf den See Genezareth und die Orte des Wirkens Jesu hat.

## Geschichte

### Spätantik-byzantinische Grotte und Kapelle der Seligpreisung
Der Reisebericht der Pilgerin Egeria ist in dem Teil, der Galiläa behandelt, nur als Exzerpt des Petrus Diaconus (um 1137) erhalten. Im späten 4. Jahrhundert besuchte Egeria am See Genezareth zunächst Tiberias, dann Kafarnaum, sodann eine von sieben Quellen gespeiste, mit Palmen bestandene Wiese, wo die Brotvermehrung kommemoriert wurde (Tabgha). An der vorbeiführenden Straße zeigte man ihr die Zollstation des Apostels Matthäus.

„Inde in montem qui iusta est, est spelunca, in qua ascendens beatitudines dixit Salvator. („Dort auf dem Berg in der Nähe liegt die Höhle, zu der der Erlöser hinaufstieg und die Seligpreisungen sprach.“)“

Da eine Höhle als Ort der Bergpredigt unlogisch erscheint, wurde vorgeschlagen, spelunca („Höhle“) in specula („Anhöhe“) zu korrigieren, jedoch wurden in konstantinischer Zeit vielfach Grotten von Christen als Schauplätze biblischer Ereignisse verehrt, und es gibt oberhalb von Tabgha mehrere Grotten. Im 7. Jahrhundert rühmte der Mönch Valerius von Bierzo in einem Brief an seine Mitbrüder Egeria als unerschrockene Reisende, die mehrere heilige Berge erstiegen habe, darunter einen erhabenen Berg, „auf dem der Herr die Jünger die Seligkeiten lehrte, der Eremus genannt wird.“
Ruinen an der nach Kafarnaum führenden Straße werden bereits von Reisenden des 19. Jahrhunderts erwähnt. Ausgrabungen unter Leitung von Bellarmino Bagatti OFM fanden hier 1935 statt. Sie legten eine Kapelle mit einer Grundfläche von 4,48 × 10 m frei (davon entfallen 2,80 m auf die Länge der Apsis), die sich über einer Grotte (4,20 m lang, 2,20 m breit, 3,50 m tief) erhob, welche wohl als Krypta in den Bau einbezogen war. Diese Kapelle könnte nach Meinung des Ausgräbers schon Egeria gesehen haben; nach Zerstörung wurde sie im 5./6. Jahrhundert wiederhergestellt. Im Kirchenschiff waren Reste von zwei Mosaikfußböden mit geometrischen Motiven erhalten. Neben der Kapelle befand sich anscheinend ein kleines Kloster. Scherben belegen eine Besiedlung des Orts bis ins 10. Jahrhundert.

### Neubau 1936–1938
Bauherrin und Eigentümerin der Kirche auf dem sogenannten Berg der Seligpreisungen ist die Associazione Nazionale per Soccorrere i Missionari Italiani („Nationale Vereinigung zur Unterstützung italienischer Missionare“, ANSMI). Sie knüpfte nicht an die spätantike/byzantinische Ortstradition an, sondern wurde als einzige römisch-katholische Pilgerkirche des Heiligen Landes ex novo gebaut. „Der Gesellschaft war es vielmehr wichtig, einen Platz am See Genesareth zu finden, an dem sich in der hügeligen Landschaft Galiläas an die Bergpredigt Jesu erinnern lässt. Dass die Wahl auf die heutige Stelle gefallen ist, ist daher eher ein Zufall.“
Die Kirche der Seligpreisungen wurde in den Jahren 1936 bis 1938 nach Plänen von Antonio Barluzzi erbaut. Barluzzi entwarf mehrere römisch-katholische Kirchen, die während der britischen Mandatszeit in Palästina errichtet wurden. Benito Mussolini unterstützte den Bau der Kirche der Seligpreisungen finanziell.

## Baubeschreibung

### Vorplatz
Auf dem Kirchenvorplatz sieht der Besucher beiderseits des Wegs zum Haupteingang ein schlicht gehaltenes Mosaik. Auf weißem Grund dominiert Blau (in verschiedenen Abstufungen) sowie Braun und Grün. Verbunden durch das Motiv der Weinrebe und einer Stadtansicht (Himmlisches Jerusalem), werden die acht Seligpreisungen je durch ein Beispiel aus dem Alten Testament, dem Neuen Testament und der Kirchengeschichte illustriert:
| Seligpreisung                                                                              | Illustration | Altes Testament                                                                                              | Neues Testament | Kirchengeschichte             |
| ------------------------------------------------------------------------------------------ | ------------ | --- | --- | ----------------------------- |
| Selig, die arm sind vor Gott; denn ihnen gehört das Himmelreich.                           |              | Ijob („Der HERR hat gegeben, der HERR hat genommen“, Hi 1,21 )                                               | Ein Mann wirft Krüge aus einem Schiff ins Wasser (Bedeutung unklar). | Franz von Assisi              |
| Selig die Trauernden; denn sie werden getröstet werden.                                    |              | Jakob weint mit dem zerrissenen Gewand seines Sohnes Josef in der Hand, da er annehmen muss, Josef sei tot.  | Petrus weint beim Hahnenschrei, weil er Jesus verraten hat. | Monika von Tagaste            |
| Selig, die keine Gewalt anwenden; denn sie werden das Land erben.                          |              | Mose („ein sehr demütiger Mann, demütiger als alle Menschen auf der Erde“, Num 12,3 )                        | Stephanus wird durch Steinigung hingerichtet. („Herr, rechne ihnen diese Sünde nicht an!“ Apg 7,60 )                                                                                               | Ambrosius von Mailand         |
| Selig, die hungern und dürsten nach der Gerechtigkeit; denn sie werden satt werden.        |              | Noach („ein gerechter, untadeliger Mann unter seinen Zeitgenossen“, Gen 6,9 )                                | Die Seelen der Märtyrer flehen zum Altar Gottes („Wie lange zögest du noch, Herr, du Heiliger und Wahrhaftiger, Gericht zu halten und unser Blut an den Bewohnern der Erde zu rächen?“ Offb 6,10 ) | Augustinus von Hippo          |
| Selig die Barmherzigen; denn sie werden Erbarmen finden.                                   |              | Rut | Maria, Mutter der Barmherzigkeit | Giuseppe Benedetto Cottolengo |
| Selig, die ein reines Herz haben; denn sie werden Gott schauen.                            |              | Samuel („Der HERR war mit ihm“, 1 Sam 3,19 )                                                                 | Josef von Nazaret („Er wird seinem Herrn ein Haus bauen“, Ps 105,21 nach der Vulgata) | Klara von Assisi              |
| Selig, die Frieden stiften; denn sie werden Söhne Gottes genannt werden.                   |              | Melchisedek („er, dessen Name König der Gerechtigkeit bedeutet und der auch König von Salem ist“, Hebr 7,2 ) | Paulus von Tarsus („Lasst uns also dem nachjagen, was dem Frieden dient!“ Röm 14,19 ) | Katharina von Siena           |
| Selig, die um der Gerechtigkeit willen verfolgt werden; denn ihnen gehört das Himmelreich. |              | König David („Sie überfielen mich am Tag meines Unheils“, Ps 18,19 )                                         | Johannes der Täufer | Justin der Märtyrer           |

### Außenansicht
Die Kirche ist ein kleiner Zentralbau im neobyzantinischen Stil. Baumaterialien sind der lokale anthrazitfarbene Basalt, weißer „Nazareth-Stein“ und römischer Travertin. Sie öffnet sich mit einem Kolonnadenumgang zur umgebenden, parkartig gestalteten Landschaft und wird von einer kleinen Kuppel bekrönt. Diese Kuppel erinnert an den Berg, den Jesus erstieg.

### Innenraum
Das Kircheninnere ist als Oktogon gestaltet; die acht Seiten entsprechen den acht Seligpreisungen der Bergpredigt im Matthäusevangelium. In den acht Fenstern des Tambour sind diese Seligpreisungen auf Lateinisch zu lesen. Unter der zentralen Kuppel befindet sich eine quadratische, etwas erhöhte Plattform, auf welcher der Altar steht. Er wird überwölbt von einem auf zwei Säulenpaaren ruhenden Ziborium. Schmalrechteckige Fenster in den Außenwänden ermöglichen einen Panoramablick über den See. Die Wände des Innenraums sind in der unteren Zone mit Marmor verkleidet, darüber weiß gestrichen und kontrastieren in ihrer Schlichtheit mit dem goldenen Kuppelmosaik. Im Zentrum dieser goldenen Kuppel symbolisiert ein blauer, von schmalen weißen Wolkenbändern umgebener Kreis den Himmel. Der Boden ist mit einem einfachen Mosaik ausgelegt, das Symbole und lateinische Bezeichnungen der sieben Kardinaltugenden einbezieht.

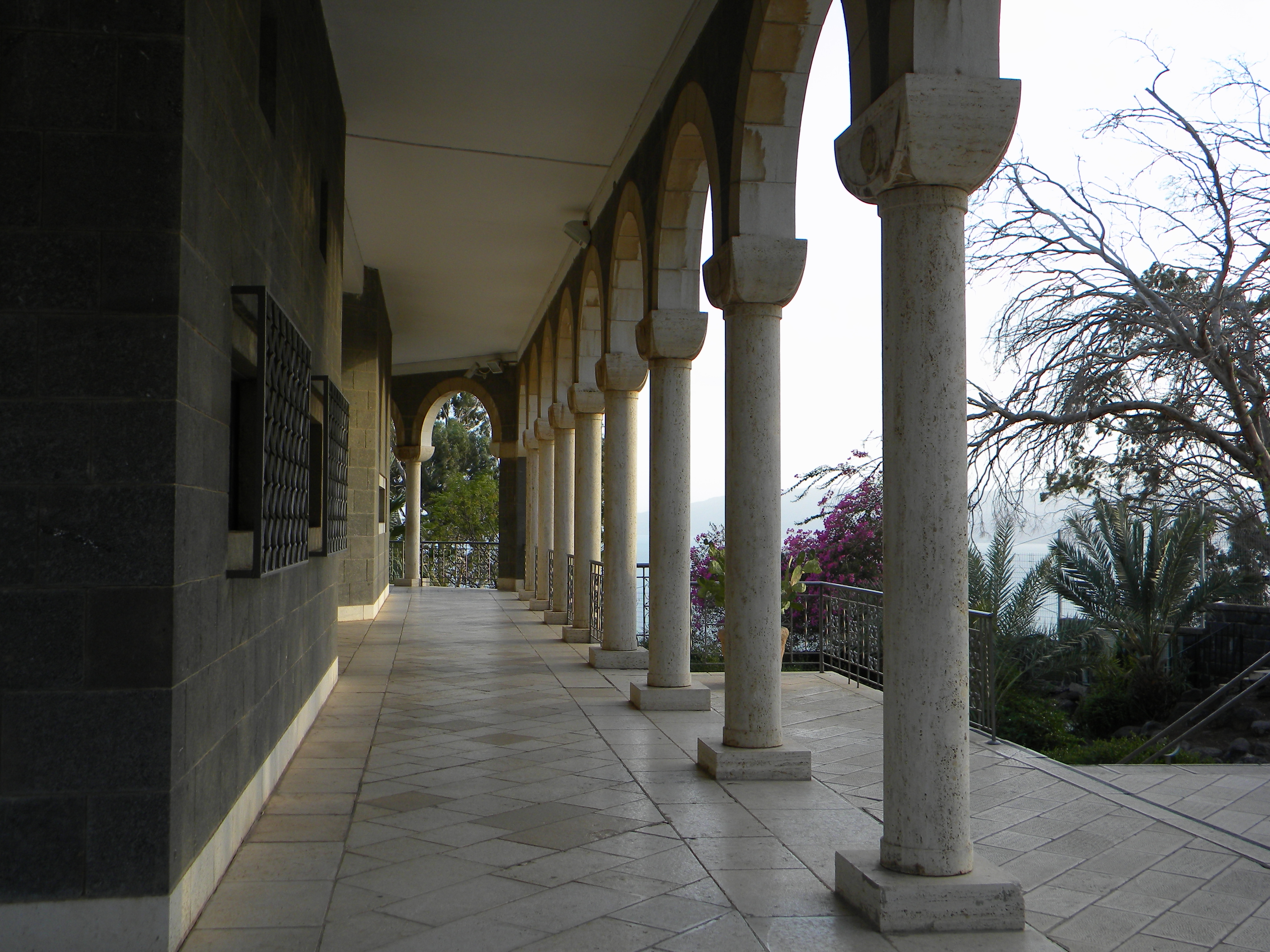
Kolonnaden
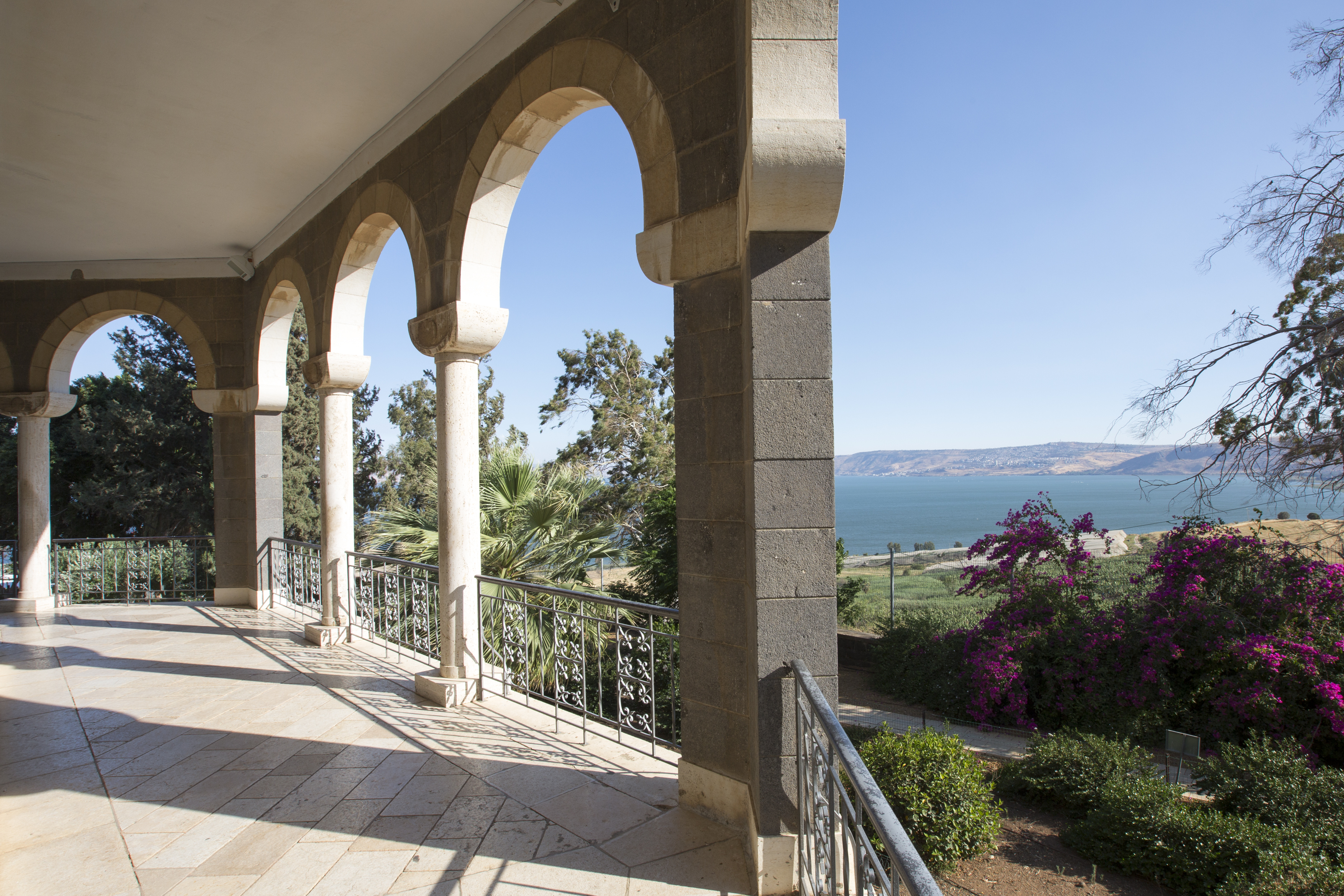
Ausblick auf den See
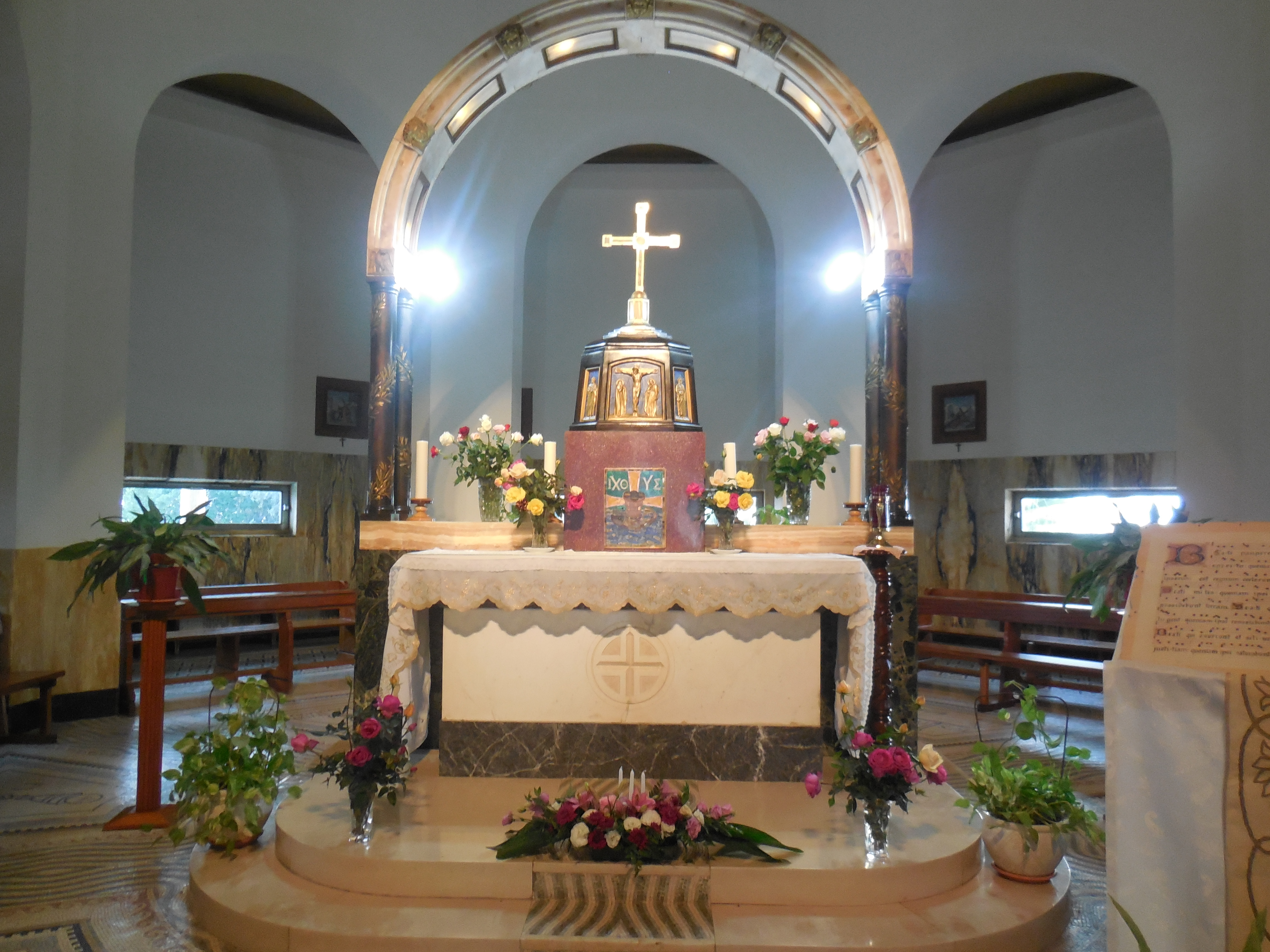
Altar
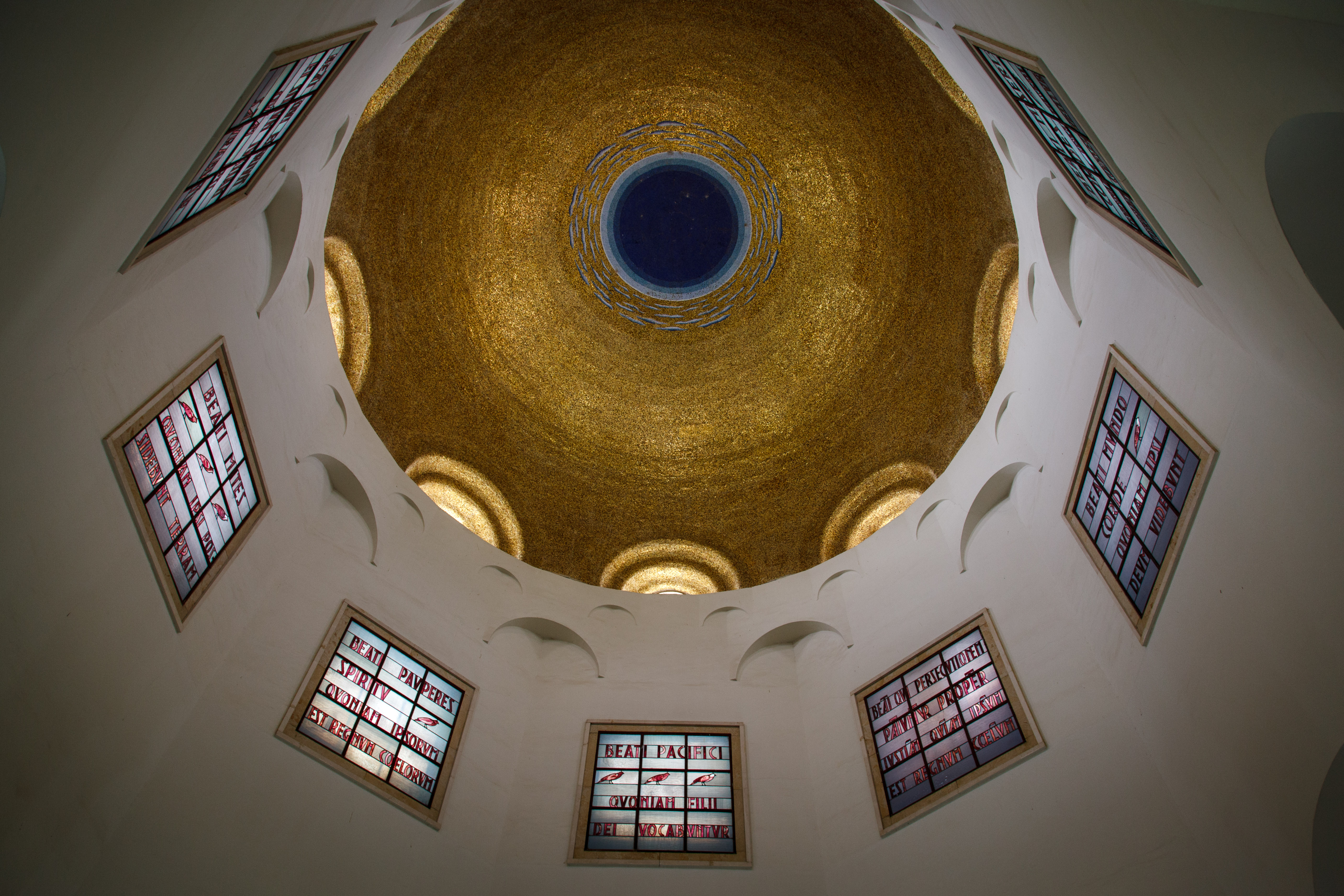
Kuppel
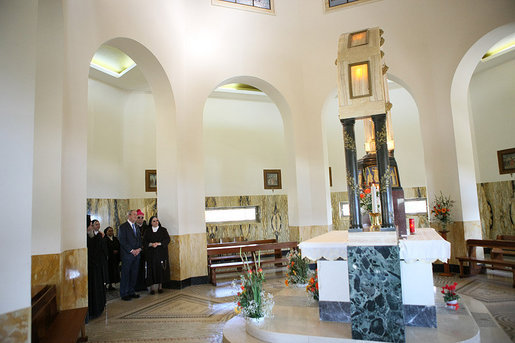
Besuch George Bushs 2008

## Bedeutung
Die Kirche der Seligpreisungen war mehrfach Station einer Israelreise bzw. Pilgerreise bekannter Persönlichkeiten. Die Päpste Paul VI.  und Johannes Paul II. feierten im Rahmen ihrer Heilig-Land-Reise 1964 bzw. 2000 eine Messe in dieser Kirche. Präsident George W. Bush besuchte die Kirche der Seligpreisungen am 11. Januar 2008 als letzte Station seiner Israelreise (Foto).
Die Pilgerstätte ist in den Jesus Trail einbezogen, ebenso in den vom israelischen Tourismusministerium initiierten Gospel Trail.